# W. Averell Harriman
William Averell Harriman (Nova Iorque, 15 de novembro de 1891 - Nova Iorque, 26 de julho de 1986) foi um político americano do Partido Democrata, empresário e diplomata. Foi embaixador na União Soviética e no Reino Unido.